# 末次利光
末次 利光（すえつぐ としみつ、1942年3月2日 - ）は、熊本県人吉市出身の元プロ野球選手（外野手）・コーチ・監督。
旧名は民夫（たみお、1974年に改名）。

## 経歴

### プロ入り前
鎮西高校では2年次の1959年に投手から野手に転向。6番打者、右翼手として夏の甲子園に出場するが、1回戦で川越高に敗退。チームメイトに布田敏雄（大洋）がいた。3年次の1960年夏も中九州大会県予選準決勝に進出するが、熊本工に敗れ、甲子園には届かなかった。
卒業後は1961年に中央大学へ進学し、2年次の1962年からレギュラーとなる。東都大学野球リーグでは3年次の1963年秋季リーグ、4年次の1964年秋季リーグと2度の優勝を経験する。1回目の優勝時のエースは三浦宏（北海道拓殖銀行）、2回目の優勝時のエースは後にプロでチームメイトとなる2年下の高橋善正であった。1964年10月には、東京五輪デモンストレーションゲームとして開催された日米大学野球選抜試合に3番打者、左翼手として出場している。首位打者を2回、ベストナイン（外野手）を4回獲得。リーグ通算76試合出場、287打数87安打、打率.303、10本塁打、39打点。大学同期に武上四郎、川口忠ら、1年上に柴垣旭延などがいる。

### 現役時代
1964年11月20日に読売ジャイアンツへ入団し、1年目の1965年は4月16日の中日戦（中日）9回表に関根潤三の代走で初出場。5月25日サンケイ戦（神宮）では町田行彦に代わって途中出場し、7回表に佐藤進から初安打を放つ。同27日には8番打者、左翼手として初先発出場を果たすが、無安打に終わる。2年目の1966年から一軍に定着し、5月7日のサンケイ戦（後楽園）1回裏に佐藤から左前適時打を放って初打点。6月26日の広島戦（広島市民）8回表に大羽進から左越ソロを放って初本塁打を記録。同年は47試合に外野手として先発出場を果たす。外野手層の厚い巨人では準レギュラーが長かったが、1969年には開幕から右翼手の定位置を獲得し、1970年には初の規定打席（25位、打率.249）に達する。1971年には故障もあって出場機会が減少したが、自身初の3割越えとなる打率.311を記録。同年の阪急との日本シリーズでは、10月16日の第4戦（後楽園）で足立光宏から満塁本塁打を放つなど19打数7安打7打点と活躍、日本シリーズMVPと打撃賞を獲得。末次は阪急投手陣がインコースを攻めてくるのを感じ、シリーズの10日前くらいから山内一弘二軍打撃コーチと徹底してインコース打ちを練習していた。1972年は打率.283でリーグ9位に入り、自己最高の21本塁打を記録。同年から1976年まで5年連続でオールスターに出場する。同年の阪急との日本シリーズでは第1戦で山田久志から2本塁打、19打数7安打7打点の好成績で技能賞を獲得。川上哲治監督率いるV9時代に長嶋茂雄・王貞治のON砲に5番打者としてクリーンナップを形成したが、同郷の川上からは真夏の多摩川グラウンドで付きっきりで1時間以上打たされるなど厳しくされた。荒川博コーチの門下生としては榎本喜八、王、黒江透修の次の4番目に当たり、日本刀を振るなど、かなり鍛えられた。1973年の南海との日本シリーズでは21打数8安打3打点で2度目の打撃賞を獲得。1974年にはリーグ4位の打率.316を残し、ベストナインにも選ばれている。1975年5月6日のヤクルト戦（神宮）では5番・右翼手で先発し、通算1000試合出場を達成。1976年には4月15日の阪神戦（甲子園）5回表に上田二朗からソロを放って100本塁打を達成し、6月8日の阪神戦（後楽園）では山本和行から劇的な逆転満塁サヨナラ本塁打を放った。山本の武器はフォークであったが、強気の性格を読み、2-0からストレートを見事に振り抜き、4-2で巨人の勝利になった。9月7日の阪神戦（甲子園）では満塁で大落球をしてしまい、阪神に8-6から9-8の逆転勝利されるきっかけを作ってしまうが、この時は二塁手がデーブ・ジョンソンで意思疎通ができておらず、グラブの土手ではじいてしまった。1977年3月20日オープン戦前の練習で同僚の柳田真宏の打球を左目に直撃し、眼底出血に網膜剥離で全治2ヶ月となった。退院後、北海道でリハビリし、10月8日の大洋戦（後楽園）で復帰した後、後遺症で視界が狭く遠近感が全然ダメになってしまい、同年のシーズン終了後に現役を引退。柳田は末次に対してその場で謝罪しているほか、2018年の週刊現代に掲載された対談でも柳田は改めて釈明した。

### 引退後
引退後も巨人一筋で、二軍打撃コーチ（1978年 - 1980年, 1987年 - 1991年）、一軍打撃コーチ（1981年 - 1986年）、二軍監督（1992年 - 1994年）を歴任。巨人に在籍していた「アジアの大砲」こと呂明賜は、「末次さんの教え方は最高にうまい」と語っている。
1995年に現場を離れてフロント入りし、スカウト部長を務めた。スカウト時代には阿部慎之助、木佐貫洋、亀井義行など後の主力級の選手の獲得に貢献している。2005年限りで部長職を退任し、2006年からはスカウト部シニアアドバイザーの役職に付く傍ら、巨人軍主催の少年野球セミナー「ジャイアンツアカデミー」の校長を務めた。2008年より母校・中大野球部のOB会会長、2009年4月からはジャイアンツアカデミーのフランチャイズスクール「ジャイアンツメソッド宮崎ベースボールスクール」の名誉校長に就任。

## エピソード
- 末次は無骨な性格で表情が少なく、華やかなスターが揃っていた当時の巨人軍の中にあっては極めて異色の目立たない存在であった。そのため、逆転満塁サヨナラ本塁打を放った際の翌9日の読売新聞朝刊スポーツ欄には、末次でなく、破顔一笑の表情で末次を出迎える長嶋監督を写した写真が掲載されていたほどであった[6]。ただ、同球団の歴史では特筆されている[7]。
- 巨人のヘッドコーチであった牧野茂は、当時の末次について『川上監督と同じ「肥後もっこす」だ。ニヤリとしか笑わないが、あれでも末次にしては努力している』と評している。
- 少年時代の今上天皇は末次のファンであった[8][9]。元来長嶋ファンであったところ、1970年の日本シリーズ第3戦を東京スタジアムで観戦中、眼前で三塁打を放った末次のファンに転向した。翌1971年の日本シリーズ第4戦を後楽園で観戦した際の新聞報道には学校の野球チームでも背番号38を付けていたとの記述がある。この試合で末次が満塁本塁打を放つと飛び上がって喜んだという[10]。
- 芙美子夫人は、大学時代の恩師にあたる中央大学総監督・宮井勝成の娘である[11]。

## 詳細情報

### 年度別打撃成績
| 年 度      | 球 団      | 試 合 | 打 席 | 打 数 | 得 点 | 安 打 | 二 塁 打 | 三 塁 打 | 本 塁 打 | 塁 打 | 打 点 | 盗 塁 | 盗 塁 死 | 犠 打 | 犠 飛 | 四 球 | 敬 遠 | 死 球 | 三 振 | 併 殺 打 | 打 率 | 出 塁 率 | 長 打 率 | O P S |
| ---------- | ---------- | ----- | ----- | ----- | ----- | ----- | -------- | -------- | -------- | ----- | ----- | ----- | -------- | ----- | ----- | ----- | ----- | ----- | ----- | -------- | ----- | -------- | -------- | ----- |
| 1965       | 巨人       | 11    | 16    | 16    | 0     | 2     | 0        | 0        | 0        | 2     | 0     | 0     | 0        | 0     | 0     | 0     | 0     | 0     | 2     | 0        | .125  | .125     | .125     | .250  |
| 1966       | 巨人       | 76    | 178   | 166   | 15    | 39    | 5        | 5        | 3        | 63    | 18    | 6     | 1        | 4     | 2     | 6     | 0     | 0     | 24    | 4        | .235  | .262     | .380     | .641  |
| 1967       | 巨人       | 77    | 141   | 127   | 17    | 31    | 4        | 1        | 5        | 52    | 13    | 3     | 2        | 4     | 0     | 10    | 2     | 0     | 27    | 2        | .244  | .299     | .409     | .709  |
| 1968       | 巨人       | 111   | 275   | 247   | 28    | 61    | 11       | 1        | 5        | 89    | 21    | 5     | 4        | 2     | 1     | 22    | 0     | 3     | 24    | 5        | .247  | .316     | .360     | .677  |
| 1969       | 巨人       | 118   | 333   | 303   | 36    | 78    | 17       | 1        | 9        | 124   | 40    | 4     | 4        | 4     | 0     | 24    | 0     | 2     | 50    | 6        | .257  | .316     | .409     | .725  |
| 1970       | 巨人       | 124   | 403   | 374   | 40    | 93    | 17       | 1        | 12       | 148   | 43    | 4     | 5        | 4     | 3     | 21    | 1     | 1     | 39    | 8        | .249  | .290     | .396     | .686  |
| 1971       | 巨人       | 92    | 216   | 196   | 22    | 61    | 9        | 0        | 4        | 82    | 29    | 5     | 3        | 3     | 5     | 10    | 1     | 2     | 17    | 6        | .311  | .351     | .418     | .769  |
| 1972       | 巨人       | 115   | 426   | 400   | 52    | 113   | 17       | 0        | 21       | 193   | 63    | 1     | 5        | 3     | 4     | 18    | 6     | 1     | 39    | 12       | .283  | .315     | .483     | .798  |
| 1973       | 巨人       | 126   | 461   | 424   | 47    | 111   | 17       | 3        | 13       | 173   | 59    | 6     | 2        | 2     | 5     | 27    | 2     | 3     | 51    | 11       | .262  | .311     | .408     | .719  |
| 1974       | 巨人       | 129   | 489   | 440   | 54    | 139   | 25       | 4        | 13       | 211   | 77    | 5     | 4        | 3     | 7     | 35    | 2     | 4     | 36    | 21       | .316  | .372     | .480     | .851  |
| 1975       | 巨人       | 113   | 357   | 317   | 39    | 80    | 4        | 1        | 13       | 125   | 46    | 2     | 4        | 3     | 3     | 32    | 4     | 2     | 37    | 7        | .252  | .325     | .394     | .719  |
| 1976       | 巨人       | 119   | 332   | 303   | 27    | 85    | 10       | 0        | 9        | 122   | 47    | 1     | 0        | 1     | 6     | 22    | 2     | 0     | 24    | 11       | .281  | .329     | .403     | .732  |
| 1977       | 巨人       | 3     | 12    | 11    | 1     | 2     | 0        | 0        | 0        | 2     | 0     | 0     | 0        | 0     | 0     | 1     | 0     | 0     | 3     | 0        | .182  | .250     | .182     | .432  |
| 通算：13年 | 通算：13年 | 1214  | 3639  | 3324  | 378   | 895   | 136      | 17       | 107      | 1386  | 456   | 42    | 34       | 33    | 36    | 228   | 20    | 18    | 373   | 93       | .269  | .320     | .417     | .737  |

- 各年度の太字はリーグ最高

### 表彰
- ベストナイン：1回 （1974年）
- 日本シリーズMVP：1回 （1971年）
- 日本シリーズ打撃賞：2回 （1971年、1973年）
- 日本シリーズ技能賞：1回 （1972年）

### 記録
初記録
- 初出場：1965年4月16日、対中日ドラゴンズ4回戦（中日スタヂアム）、9回表に関根潤三の代走で出場
- 初安打：1965年5月25日、対サンケイスワローズ3回戦（明治神宮野球場）、7回表に佐藤進から
- 初先発出場：1965年5月26日、対サンケイスワローズ4回戦（明治神宮野球場）、8番・左翼手で先発出場
- 初打点：1966年5月7日、対サンケイアトムズ4回戦（後楽園球場）、1回裏に佐藤進から左前適時打
- 初本塁打：1966年6月26日、対広島カープ13回戦（広島市民球場）、8回表に大羽進から左越ソロ

節目の記録
- 1000試合出場：1975年5月6日、対ヤクルトスワローズ4回戦（明治神宮野球場）、5番・右翼手で先発出場 ※史上180人目
- 100本塁打：1976年4月15日、対阪神タイガース2回戦（阪神甲子園球場）、5回表に上田二朗からソロ ※史上86人目

その他の記録
- オールスターゲーム出場：5回 （1972年 - 1976年）

### 背番号
- 38 （1965年 - 1977年）
- 81 （1978年 - 1994年）

### 登録名
- 末次 民夫 （すえつぐ たみお、1965年 - 1973年）
- 末次 利光 （すえつぐ としみつ、1974年 - 1994年）